# Mix Master
Mix Master es una serie animada surcoreana de televisión, conocida con el nombre de Mix Master el rey de las cartas (Mix Master King of Cards). Es un producto del locutor principal KBS, y la animación fue hecha por Sunwoo Entertainment.

## Historia
La ciudad de Gambridge (Seúl) gozaba de una vida tranquila y normal hasta que Atreia, el mundo mágico del juego Mix Master irrumpió en ella a través de un portal dimensional. A partir de ese momento los dos mundos se unieron por error y los humanos y las criaturas de Atreia se ven forzados a convivir.
Serie de animación donde el mundo fantástico es el protagonista junto a los hench, unas criaturas mágicas con un poder fuera de lo común porque se pueden combinar con otro hench para hacerse más fuertes. En un principio buscarán al Master Hench (el hench más poderoso). Una leyenda dice que el auténtico Mix Master deberá luchar junto al Master Hench (para salvar la Tierra y vencer a un maligno espectro que intentará destruir todo).
Finalmente Pachi (el Master Hench) y Ditt (el Mix Master) se enfrentarán contra el espectro. Pachi se transformará en el hench definitivo y con la fuerza del espíritu que le proporcionan los demás amigos logran vencer al espectro y todo vuelve a la normalidad.

## Personajes
Ditt: es el personaje principal de la serie. Le gusta comer donuts y va acompañado de sus amigos Penril, Cheek y Jin, que se unirá al grupo algo más tarde. Es una persona amable y valerosa con un corazón noble y honesto, y un amigo bueno. Cuando Gamebridge y Atreia son mezclados juntos por primera vez, recibe un barajador de cartas con forma de pistola con el que puede elegir hench de combate. Discute constantemente con Pachi, un Hench que vive en su casa, pero son muy amigos. Con el tiempo, Ditt pasa de ser un muchacho perezoso a un héroe. Desde el principio se sospecha que es el Mix Master, como decía una pequeña elfa llamada Poy.
Pachi: es un hench de Atreia. Él es atrevido, y no confía en los humanos. Sin embargo, Ditt le cae bien y es su mejor amigo. Pachi es en realidad el legendario Master Hench, pero nunca se lo revela a nadie, hasta que finalmente lo acaban descubriendo. Pachi tenía un hermano que era el antiguo Master Hench, pero murió en una batalla que libró junto al Mix Master. Es por ello que no confía en los humanos.
Jin: es uno de los amigos de Ditt, pero él no traba amistad con el resto del grupo hasta más tarde. Jin es solitario y serio, al principio desconfía de los hench, pero más tarde se convierte en un Mix Master cuando recibe un barajador igual al de Ditt, pero con distinto color (el de Jin es de color blanco y azul mientras que el de Ditt es blanco y rojo) con el que lucha con sus propios hench. Él dice en varias ocasiones que él es el verdadero Mix Master y no Ditt. Es el hijo del alcalde de la Ciudad Gamebridge, y siempre está puesto en un aprieto por las acciones de su padre.
Penril: es la única chica del grupo de Mix Master. Ella es amable, es físicamente fuerte, porque se entrena en taekwondo con su padre. Ella es la segunda en recibir un barajador de cartas en forma de corazón, que usa como un arco y una flecha para usar henchs.
Cheek: es otro amigo de Ditt y un experto en el juego de Mix Master. Cheek es muy inteligente y es el mejor consultor del equipo en estrategias para combinar henchs. También recibe un barajador de cartas con una forma peculiar(es cuadrado y tiene como dos antenas de la que salen los henchs). Es el tercero en recibir su barajador.
Poy: es una pequeña elfa de Atreia, que fue enviada por su madre para encontrar al verdadero Mix Master. Ella siempre quiere ayudar a los demás y es muy dulce. Lleva una varita con una bola brillante que le permite ver en los corazones de los demás. Con ella encontró a Ditt convencida de que es el Mix Master.
Profesor Joeb: es un científico loco cuyos inventos no suelen funcionar o funcionan mal y acaban explotando. Es quien otorga los barajadores de cartas a los niños. El profesor Joeb suele ser gracioso en muchas ocasiones.

## Enemigos
El príncipe Brad: Es un elfo oscuro que abrió la entrada a Gamebridge de Atreia en busca del Master Hench. Él cree que él es el verdadero Mix Master, y quiere gobernar el mundo. Es el jefe de tres elfos oscuros que él a menudo envía para causar estragos en Gamebridge. Cree que es muy guapo y siempre quiere que le digan lo guapo que es.
Mino: es uno de los elfos al mando del príncipe Brad. Es un elfo grande, corpulento con un aro en la nariz. Él valora el poder y la fuerza, sin embargo le gustan mucho los peluches. Su barajador de cartas es un martillo grande. En un capítulo le dice a Penril que nunca ha visto una chica que luche tan bien, a lo que Ditt responde a Penril que Mino se ha enamorado de ella.
Jamine: es otra de los cómplices del príncipe Brad. Está obsesionada con la belleza, de hecho su barajador de cartas en un tocador. Siempre la llaman vieja por lo cual se enfada mucho.
Chino: es uno de los cómplices del príncipe Brad, es pequeño y flaco. Siempre va con una guitarra eléctrica, la cual es su barajador. Es ruidoso, enérgico y arrogante, y realmente cree que él es el mejor de los tres. Le gusta la música y escribe canciones de todo lo que pasa. En un capítulo se disfraza de Poi para robarle a Ditt su barajador, pero la comida de la madre de Ditt le hace recordar a la comida de su madre y decide devolver el barajador.
Giara: es una bruja blanca que ofrece su ayuda al Príncipe Brad. Ella parece muy leal al Príncipe Brad y actúa de una manera bastante amable cuando está con el príncipe Brad, pero en realidad es mucho más cruel que él. Al final, ella traiciona al Príncipe Brad y revela su naturaleza verdadera; ella es la esencia del espectro que fue sellado hace años por el hermano de Pachi, y solo está interesado en la destrucción de Tierra y Atreia.